# 4163 Saaremaa
4163 Saaremaa (1941 HC) là một tiểu hành tinh vành đai chính do Liisi Oterma phát hiện tại Turku ngày 19.4.1941.